# Schauderbas
Schauderbas är ett begrepp inom matematik, specifikt funktionalanalys. En Schauderbas är en speciell sorts bas som kan införas i vissa Banachrum och som i viss mån är en motsvarighet för ortonormerade baser.
En följd {\displaystyle \{e_{n}\}_{n=1}^{\infty }} av element i ett normerat rum {\displaystyle X}, säges vara en Schauderbas för {\displaystyle X} om varje element {\displaystyle x\in X} kan associeras med en följd {\displaystyle \{\alpha _{n}(x)\}_{n=1}^{\infty }} av komplexa tal, sådan att normen
{\displaystyle \Vert x-(\alpha _{1}(x)e_{1}+\cdots +\alpha _{n}(x)e_{n})\Vert \longrightarrow 0,}
då {\displaystyle n\to \infty }.
Ett normerat rum {\displaystyle X} som besitter en Schauderbas är separabelt. Omvändningen till detta påstående är emellertid inte sann, då det finns separabla Banachrum som inte besitter någon Schauderbas. Detta resultat bevisades så sent som 1973 av Per Enflo, som gav en explicit konstruktion av ett separabelt Banachrum som saknar Schauderbas.